# Sh2-111
Sh2-111 è una debole nebulosa a emissione visibile nella costellazione del Cigno.
Si individua nella parte orientale della costellazione, circa 1° a nordest della stella μ Cygni; il periodo più indicato per la sua osservazione nel cielo serale ricade fra i mesi di luglio e dicembre ed è facilitata dalle regioni situate nell'emisfero boreale terrestre. La sua osservazione è possibile solo tramite l'ausilio di appositi filtri e lunghe esposizioni.
Si tratta di un filamento di gas interstellare dalla forma arcuata situato a un'elevata latitudine galattica; il suo aspetto e la sua posizione suggeriscono che si possa trattare di un oggetto relativamente vicino, similmente ai deboli addensamenti nebulosi della Integrated Flux Nebulae o di altre nubi ad alte latitudini galattiche, come Sh2-122. Tuttavia, manca qualsiasi riferimento significativo a questa nebulosa negli studi scientifici al di là della mera catalogazione.